# استپان شاهومیان
استپان شاهومیان (ارمنی: Ստեփան Շահումյան؛ ۱۳ اکتبر ۱۸۷۸ – ۲۰ سپتامبر ۱۹۱۸) یک انقلابی بلشویک و سیاست‌مدار کمونیست اهل ارمنستان بود که برای مدتی رهبری دولت مستعجل کمون باکو را بر عهده داشت.

## زندگی‌نامه
وی یکی از فعالان برجسته حزب بلشویک بود که پس از سقوط دولت مساوات در آوریل ۱۹۱۸م. ریاست شورای کمیسرهای ملی باکو را برعهده داشت پس از حمله نیروهای انگلستان به قفقاز، استپان شاهومیان به همراه ۲۵ کمیسر باکو دستگیر شد؛ آنها به ناحیه‌ای در ماوراء خزر فرستاده و سرانجام در ۱۹ سپتامبر ۱۹۱۸م. تیرباران شدند.